# Baloo (entrepreneur)
Pour les articles homonymes, voir Baloo (homonymie).
Baloo, ou French Baloo, de son vrai nom Lénaïc Landry, né le 5 janvier 1989, est un entrepreneur, animateur de télévision, animateur radio, producteur et acteur français.
Il est connu pour être un entrepreneur « multicasquette » dans le domaine du hip-hop.

## Biographie

### Enfance
Landry naît le 5 janvier 1989. Il est originaire de Saint-Anne en Guadeloupe et de Saint-Pierre en Martinique.

### Éducation
Il effectue un BTS CI au lycée Albert Schweitzer. Il n'effectue pas le cursus jusqu'au bout.

### Carrière

#### En tant que danseur
Dans les années 2000, il est danseur de krump à Los Angeles. Il se fait rapidement repérer sur Internet. Il danse notamment aux côtés des chanteurs T-Pain et Chris Brown.

#### Création d'un média hip-hop
Vers 2010, il crée son premier site consacré à la culture hip-hop, Rois de la rue.

#### En tant qu'animateur radio
Il travaille pour le média Générations en tant qu'animateur radio. Il interviewe des artistes comme Nipsey Hussle, Wiz Khalifa, Kendrick Lamar, Oxmo Puccino, Akhenaton, ou encore Taïro.
Il tient également le Baloo Show, un concept d'interview qui consiste à aller à la rencontre de jeunes entrepreneurs qui contribuent à faire avancer le mouvement urbain.
Par la suite en 2017, il est animateur radio pour la radio de Booba, OKLM Radio.

#### En tant que vidéaste web
En 2016, il lance le concept Baloo'z Up.
En 2017, il lance sa chaîne YouTube notamment où il présente des artistes, réagit à des clips musicaux.

#### French Plug
En 2018, après avoir rencontré des proches de PartyNextDoor, il fonde French Plug..

#### CKO (Culture Knock Out)
En septembre 2024, il fonde le podcast CKO avec Chris d'Hyconiq. Le premier invité est Tiakola.

## Filmographie

### Film
- 2017 : Gangsterdam : Oussmane

### Clips
- 2008 : Chopped N Skrewed par T-Pain feat. Ludacris (danseur)
- 2012 : 93 Babies par Sadek feat. Fababy (danseur)
- 2015 : Wesh Alors ? par Jul (apparition)
- 2016 : Bitch Dab par Ninho (apparition)
- 2016 : Jesuispasséchezso : Episode 6 / 93 Empire par Sofiane feat. Kalash Criminel (apparition)
- 2019 : Bombarder par Franglish (apparition)
- 2022 : Up Now  par Pay Me (apparition)

## Discographie
- 2017 : XO Tour Vii3
- 2020 : French Plug Shop (feat. Louis Aoda)